# Сушица (община Брод)
Вижте пояснителната страница за други значения на Сушица.
Сушица (на македонска литературна норма: Сушица) е село в Северна Македония, в община Брод (Македонски Брод). Сушица има манастир носещ името „Свети Спас“.

## География
Селото се намира в областта Поречие в източните склонове на планината Добра вода.

## История
В XIX век Сушица е село в Поречка нахия на Кичевска каза на Османската империя. В „Етнография на вилаетите Адрианопол, Монастир и Салоника“, издадена в Константинопол в 1878 година и отразяваща статистиката на населението от 1873 година, Сушица (Souchitza) е посочено като село с 21 домакинства с 88 жители българи.
Църквата „Свети Никола“ („Свето Възнесение“) е от 1890 година.
Според статистиката на Васил Кънчов („Македония. Етнография и статистика“) от 1900 г. селото е населявано от 260 жители българи християни.
Цялото село в началото на XX век е сърбоманско. Според митрополит Поликарп Дебърски и Велешки в 1904 година в Сушица има 42 сръбски къщи. По данни на секретаря на Българската екзархия Димитър Мишев („La Macédoine et sa Population Chrétienne“) в 1905 година в Сушица има 320 българи патриаршисти сърбомани.
След Междусъюзническата война в 1913 година селото попада в Сърбия.
На етническата си карта на Северозападна Македония в 1929 година Афанасий Селишчев отбелязва Сушица като българско село.
Според преброяването от 2002 година Сушица има 13 жители – 12 македонци и 1 сърбин.

## Личности
Родени в Сушица
- Христо Цветков Сушички (Риста Цветковић-Сушички), сърбомански войвода